# 天王寺経理専門学校
天王寺経理専門学校（てんのうじけいりせんもんがっこう）は、学校法人吉見学園が運営し、大阪市天王寺区にあった専修学校。校舎として使われていた建物は現在保育園となっている。

## 沿革
- 1960年 開校
- 2012年 閉校[1]

## 学科
- 専門課程
  - 総合情報経理学科
  - デジタルクリエイター学科
- 高等課程（向陽台高等学校の天王寺キャンパスとして教育は天王寺経理専門学校が担当）

## 所在地
- 〒543-0052 大阪市天王寺区大道3-6-14

最寄り駅は、JR・地下鉄天王寺駅、近鉄大阪阿部野橋駅